# Équipe de la Communauté des États indépendants de rugby à XV
L'équipe de la Communauté des États indépendants de rugby à XV a rassemblé les meilleurs joueurs de rugby à XV de la Communauté des États indépendants (CEI) de l'hiver 1991 au printemps 1992.

## Historique
La Communauté des États indépendants (CEI) fait ses débuts lors du Trophée européen 1990-1992. La compétition avait débuté depuis septembre 1990, et l'Union soviétique avait déjà joué quatre des six matchs (2 victoires et 2 défaites). Le 10 mai 1992 l'équipe de la CEI joue son premier match contre la Roumanie (défaite 6 à 34). Le second match officiel a lieu contre la France à Moscou le 28 mai 1992, et se termine par une nouvelle défaite (15-36).
Les équipes d'Arménie, d'Azerbaïdjan, de Lettonie, de Moldavie, d'Ukraine et de Russie lui succèdent dans le championnat européen des nations de rugby à XV.

## Palmarès en coupe du monde
- 1991 : non qualifiée